# Девойката с китарата
Девойката с китарата (на руски: Девушка с гитарой) е съветски игрален филм от 1958 г., режисиран от Александър Файнцимер. Продукция на филмовото студио „Мосфилм“.
Първият игрален филм, посветен на Международния фестивал на младежта и студентите в Москва.

## Сюжет
Внимание:  Текстът по-долу разкрива сюжета на произведението (или части от него)!
В близост до красивата продавачка на музикалния магазин Танечка Федосова, която мечтае да стане актриса, винаги има много клиенти. Но те дразнят директора, който се страхува да не загуби ценен служител. Той се опитва да попречи на евентуалната кариера на Таня, която има всички данни да стане актриса. Запознанството на момиче с млад композитор помага на мечтата ѝ да се сбъдне.

## Създатели
- Автори на сценария: Борис Ласкин, Владимир Поляков.
- Режисьор: Александър Файнцимер.
- Художник на продукцията: Евгений Черняев

## В ролите
- Людмила Гурченко в ролята на Таня Федосова, продавачка в музикален магазин
- Михаил Жаров – Аркадий Иванович Свиристински („Кузя“), директор на музикален магазин
- Фаина Раневская като Зоя Павловна Свиристинская, съпруга на Аркадий Иванович
- Юрий Никулин – неуспешен пиротехник
- Владимир Гусев – Сергей Корзиков, композитор
- Сергей Блинников като Василий Максимович Федосов, бащата на Таня
- Борис Петкер – Аполон Матвеевич Старобарабанцев, юрисконсулт на Филхармонията
- Олег Анофриев като Ваня Савушкин, продавач в музикален магазин
- Лариса Кронберг – касиер в музикален магазин (кредитирана като Л. Соболевская)
- Сергей Филипов – Федор Федорович Мамин-Скворцовски, „критик“ – развъдчик на кучета
- Борис Новиков – Матвей Яковлевич Циплаков, „критик“ – фризьор
- Михаил Пуговкин – Пенкин, „критик“ – електротехник
- Сергей Голованов – Колосов, председател на журито
- Светлана Харитонова е клиент от Кулунда
- Георгий Вицин – купувач от Днепропетровск
- Евгений Кудряшов – състезателят, който разказа баснята (в кредитите Е. Кудряшов)
- Валентин Брюлеев – чест клиент (няма в титри)
- Джиджи Марга – певица от Букурещ (няма в титри)
- Зинаида Сорочинская – клиент (няма в титри)

## Интересни факти
- След излизането на филма „Карнавална нощ“, „Девойката с китарата“ е специално написана за Людмила Гурченко, предвид нейната популярност. Въпреки това, „Момиче с китара“ не е толкова успешен, колкото „Карнавална нощ“, след което Гурченко е определяна като актриса от лек, танцов жанр, което затруднява по-нататъшната ѝ кариера.
- Филмът „Девойката с китарата“ е първият филм, в който Юрий Никулин участва в епизодична роля като пиротехнически инженер.
- Условно филмът се състои от две части: втората част за младежкия фестивал е за аматьори, първата част е прекрасно, прекрасно изпълнение на Жаров и Раневска, красиви, искрящи шеги.